# فرانسیس کلین
فرانسیس کلین (یا فرانچسکو کلین همچنین فرانتس یا فرانتس کلین) (ج ۱۵۸۲–۱۶۵۸) نقاش و طراح پرده‌های نگارین که در آلمان به دنیا آمد اما در انگلستان زندگی کرد.

## زندگی و حرفه
فرانسیس کلین در روستوک آلمان متولد شد، و در جوانی چنان توانایی‌هایی از خود نشان داد که به خدمت کریستیان چهارم دانمارک درآمد. درطی این مدت، در سال ۱۶۱۱، تصویری نیم تنه از مسیح را نقاشی کردکه اکنون در گالری کپنهاگ است، و همچنین کارهای تزئینی زیادی را در قلعه روزنبورگ و جاهای دیگر اجرا کرد. اینجا بودکه وی با سر رابرت آنستروتر، سفیراعظم وقت انگلیس در دربار دانمارک، ملاقات کرد. 
او برای تحصیل به ایتالیا فرستاده شد و چهار سال در آنجا ماند و در رم و ونیز تحصیل کرد. در ونیز به سر هنری ووتون، سفیر وقت انگلیس در جمهوری معرفی شد. پس از بازگشت به دانمارک، با کمک معرفی نامه‌های آنستروتر و ووتون به نزد چارلز، شاهزاده ولز ، راهی انگلستان شد ولی دریافت که چارلز باکینگهام را به قصد سفر اسپانیا، ترک کرده‌است، اما مورد استقبال گرم جیمز اول قرار گرفت که به دنبال شخصی برای کار در کارخانه پرده نگاری موتلاک می‌گشت، کارخانه پرده نگاری جدیدی که اخیراً زیر نظر سر فرانسیس کرین در لندن تأسیس شده بود.

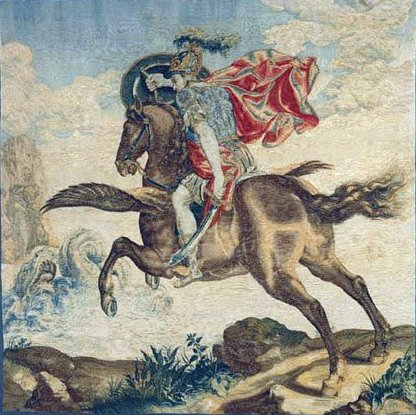
پرسئوس و آندرومدا (۱۶۳۵–۱۶۴۵) توسط فرانسیس کلین

جیمز اول چنان نگران بهره‌مندی از خدمات کلین بود که شخصاً به پادشاه دانمارک نامه ای نوشت و از وی خواست به کلین که برای انجام کاری نزد پادشاه دانمارک رفته بود، اجازه بازگشت به انگلیس دهد و پیشنهاد کرد که همه هزینه‌های این درخواست را نیز پرداخت می‌کند. پس از آن کلین برای خدمت به پرنس چارلز به انگلستان بازگشت و بلافاصله در مورتلاک استخدام شد. 
با به سلطنت رسیدن چارلز اول در سال ۱۶۲۵، وی به کلین با اعطای تابعیت انگلستان و مستمری برای تمام عمر به مبلغ ۱۰۰ پوند در سال، پاداش داد. همچنین اقامتگاهی برای او درمورتلاک نزدیک کارخانه ملیله کاری ساخت. کلین همراه باخانواده اش در این مکان اقامت گزید، و بر کار کپی اشکال نظارت می‌کرد، و همچنین مشغول به طراحی قابهایی شد که پرده‌های نگارین را در آن جا می‌دادند. 
چارلز پنج تصویر از هفت تصویر اصلی رافائل را از کتاب اعمال رسولان که جدیداً به دست آورده بود، به نزد کلین فرستاد تا به راهنمایی کلین در ملیله‌ها کپی و تکثیر شود. کپی اینها توسط پسران کلیین، فرانسیس و جان ساخته شد و در مورتلایک برای در ساخت پرده نگارین مورد استفاده قرار گرفت. این محصول و سایر تولیدات کارخانه موتلاک، به تعداد زیاد در فرانسه نگهداری شد و سپس در تمام قاره پراکنده گردید.
مجموعه ای متشکل از شش قطعه، بیانگر تاریخچه قهرمان و لئاندر از طرح‌های کلین در لوور پاریس وجود دارد. و همچنین برخی از قطعات خوب گروتسک در خانه پتورث نیز در موزه قرار دارد. گروتسک‌ها و سایر تزئینات موجود در این آثار، نشان می‌دهد که کلین بی رقیب بوده‌است و همیشه بسیار مورد تحسین قرار گرفته‌است و برخی از مؤلفان معاصر هیچ ابایی در همتراز قرار دادن او با آنتونی ون دایک یا برخی از نقاشان مشهورتر ندارند. کلیین همچنین به‌طور عمده توسط اشراف برای تزئین عمارت‌های خود استخدام می‌شد. از این دست نمونه کارهای وی در خانه‌های سامرست، خانه مراقبت، گرین پارسون، کاخ هانورث، کاخ ویمبلدون، پارک سنگی، نورتهمپتونشایر، قلعه بولسوور و اتاق طلا در خانه هالند لندن دیده شود. 
جنگ داخلی، باعث به وجود آمدن یک موفقیت دیگر برای کلیین شد، و به ریاست قلم زنی و طراحی تصاویر برای کتابها منصوب گردید. در سال ۱۶۳۲ او پیش از این تصاویر (حک شده توسط پیر لومبارت و S. ساوری) را به نسخه Sandys از Metamorphoses Ovid 's تهیه کرده بود، که نسخه ای از آن در پاریس در سال ۱۶۳۷ منتشر شد. در، به نسخه‌های کلاسیک منتشر شده توسط جان اوگیلبی، یعنی افسانه‌های اسوپ (۱۶۵۱)، ویرجیل (نسخه انگلیسی ۱۶۵۴، لاتین ۱۶۵۸) و هومر، (۱۶۶۰). نقوش وی توسط پیر لومبارت، ویلیام فیتورن و ونسلاوس هولار حک شده و چنان مورد تحسین قرار گرفتند که پادشاه فرانسه طرح‌هایی را برای ویرژیل در نسخه ویژه خود کپی کرد. Cleyn اچ عنوان صفحات برای Lacrymæ Musarum E. مونتاگ است (۱۶۵۰)، توماس فولر (چون) پیزگاه دید فلسطین (۱۶۵۰)، سرلوحه به لیز، یا عجیب چوپان، و شاید قلم در ۱۶۵۴ و ۱۶۶۰ نسخه از که کار وی مجموعه‌هایی از حکاکی‌های اصلی را به صورت گروتسک، یعنی Septem Liberates Artes (1645)، Varii Zophori Figuris Animalium ornati (1645)، Quinque Sensuum Descriptio (1646) منتشر کرد. و یک دوست و هنرمند معاصر، یک آقای انگلیسی، برخی از گروتسک‌ها (۱۶۵۴) و یک قطعه طنز از طرح‌های کلین را حک کرده‌است. 
حکاکی‌های دیگری نیز در چاپخانه موزه بریتانیا وجود دارد که با احتمال زیاد به کلین نسبت داده می‌شود. اگرچه او خانه خود را در مورتلیک حفظ کرد، اما مدتی در کاونت گاردن اقامت گزید و در سال ۱۶۵۸ در سنین پیری در لندن درگذشت. 

## خانواده

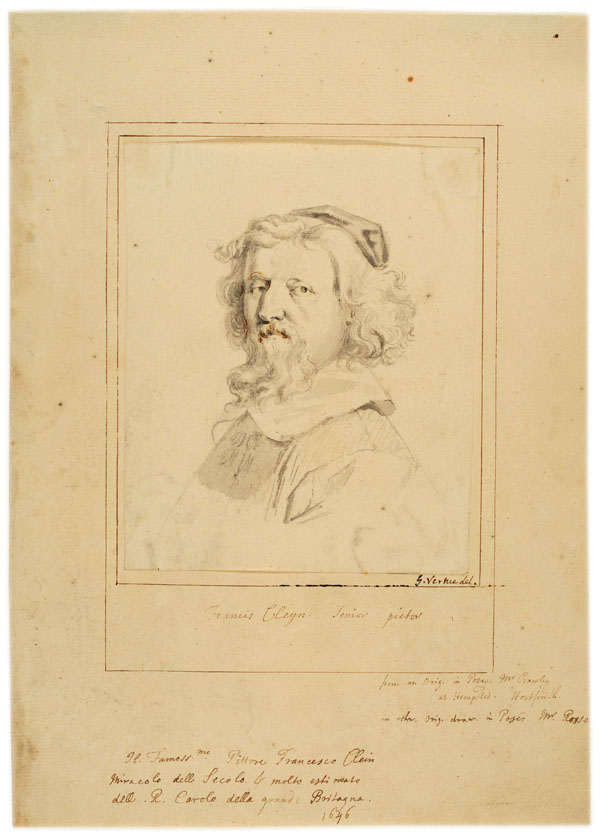
نقاشی کلین در قرن هفدهم یا هجدهم توسط جورج ورتو، احتمالاً بر اساس پرتره ای در سال ۱۶۴۶

کلین در هنگام مرگ سه پسر به نام‌های فرانسیس، جان (هر دو در بالا ذکر شد) و چارلز و سه دختر به نام‌های سارا، مگدالن، و پنه لوپه داشت. فرانسیس کلین کوچکتر در سال ۱۶۲۵ متولد شد، و در ۲۱ اکتبر ۱۶۵۰ در کاونت گاردن به خاک سپرده شد. او با برادرش جان حرفه پدر خود را دنبال کرد، و هر دو به عنوان نقاش و مینیاتور به شهرت رسیدند. 
تشخیص کار آنها از کار پدرشان دشوار است. یک سری نقاشی از تصاویر رافائل در کاخ کنزینگتون پیدا شد. آنها تاریخ ۱۶۴۰–۱۶۴۶ را دارند، و در مقیاس بزرگ اجرا شده‌اند. برخی از آنها توسط جان کلین امضا شده‌است، و برخی نیز توسط او و برادرش در مورتلاک انجام شده‌اند. آنها توسط جان اولین دیده شدند، وی اظهار داشت که برادران پس از آن هر دو مرده بودند. به نظر می‌رسد پنه لوپه کلین نیز یک نقاش مینیاتور بوده‌است و دو اثرمینیاتور از سیسیل، لرد روس (۱۶۷۷) و دوروته، دختر ریچارد کرومول (۱۶۶۸) از اوست. 